# Methode von Swale

Methode von Swale (Planfigur)

Nach der Methode von Swale lässt sich der Radius eines gegebenen Kreises {\displaystyle k}, dessen Mittelpunkt {\displaystyle M} und dessen Radius {\displaystyle r} nicht eingezeichnet sind, mit Hilfe von nur zwei Kreisbögen und zwei Strecken konstruieren.
Ross Honsberger stellt die Methode als Problem Nr. 48 in seinem Buch Mathematical Morsels (deutsch: Gitter-Reste-Würfel) dar, ohne näher auf Swale einzugehen. Er verweist dazu auf die Lösung eines Problems in der Zeitschrift Pi Mu Epsilon aus dem Jahr 1951.

## Problemstellung
Der Radius eines gegebenen Kreises {\displaystyle k}, dessen Mittelpunkt {\displaystyle M} und dessen Radius {\displaystyle r} nicht eingezeichnet sind, ist mit Hilfe von zwei Kreisbögen und zwei Strecken zu konstruieren. Die Konstruktion ist zu begründen.

## Konstruktionsbeschreibung
1. Konstruktionsschritt:
Markiere einen Punkt {\displaystyle M_{1}} auf der Kreislinie von {\displaystyle k} und zeichne einen Kreis {\displaystyle k_{1}} um {\displaystyle M_{1}}, dessen Radius beliebig so gewählt ist, dass er den Kreis {\displaystyle k} in den Punkten {\displaystyle P} und {\displaystyle Q} schneidet.
2. Konstruktionsschritt:
Zeichne einen Kreis um {\displaystyle Q} mit dem Radius {\displaystyle {\overline {QM_{1}}}}, der den Kreis {\displaystyle k_{1}} im Punkt {\displaystyle R} des Kreisinneren von {\displaystyle k} schneidet.
3. Konstruktionsschritt:
Zeichne eine Strecke von {\displaystyle P} zu einem Punkt {\displaystyle S} von {\displaystyle k}, auf der der Punkt {\displaystyle R} liegt.
4. Konstruktionsschritt:
Zeichne die Strecke {\displaystyle [SQ]}. Deren Länge ist der Radius von {\displaystyle k}.
Grafische Darstellung der Konstruktionsschritte (Die hinzugekommenen Schritte sind jeweils grün markiert.):

Schritt 1
Schritt 2
Schritt 3
Schritt 4

## Begründung der Konstruktion
(Die Begründungsschritte basieren auf der obigen Planfigur.)
- Jede Seite des Dreiecks {\displaystyle RQM_{1}} ist so lang wie der Radius von {\displaystyle k_{1}}. Deshalb ist das Dreieck {\displaystyle RQM_{1}} gleichseitig mit dem Innenwinkel der Weite 60°.
- Der zu {\displaystyle k_{1}} gehörige Peripheriewinkel {\displaystyle \angle {\rm {RPQ}}} hat die Weite 30°, da er halb so groß ist wie der zugehörige Mittelpunktswinkel {\displaystyle \angle {\rm {RM_{1}Q}}} mit der Weite 60°.
- {\displaystyle \angle {\rm {RPQ}}} ist zugleich auch der zu {\displaystyle k} gehörige Peripheriewinkel. Deshalb hat der Mittelpunktswinkel {\displaystyle \angle {\rm {SMQ}}} des Kreises {\displaystyle k} die Weite 60° und ist damit Innenwinkel des Dreiecks {\displaystyle SQM}, welches folglich gleichseitig ist.
- Der Radius des Kreises {\displaystyle k} ist somit die Seitenlänge des gleichseitigen Dreiecks {\displaystyle SQM}.

## Vergleich mit der Konstruktion des Radius anhand zweier Mittelsenkrechten

Standard-Konstruktion des Radius zum Vergleich

Normalerweise werden die Mittelsenkrechten zweier benachbarter Sehnen konstruiert, um zunächst den Kreismittelpunkt als Schnittpunkt der beiden Mittelsenkrechten zu erhalten. Daraus ergibt sich der Radius durch Verbinden des Mittelpunkts mit einem Punkt der Kreislinie. Man benötigt hierzu mindestens drei Kreisbögen und zwei Strecken, nämlich die beiden Sehnen, während die Methode von Swale nur zwei Kreisbögen, nämlich {\displaystyle k_{1}} und den Kreis um {\displaystyle k} mit Radius {\displaystyle QM_{1}}, sowie zwei Strecken, nämlich {\displaystyle PS} und {\displaystyle SQ}, benutzt.